# Space Shuttle External Tank

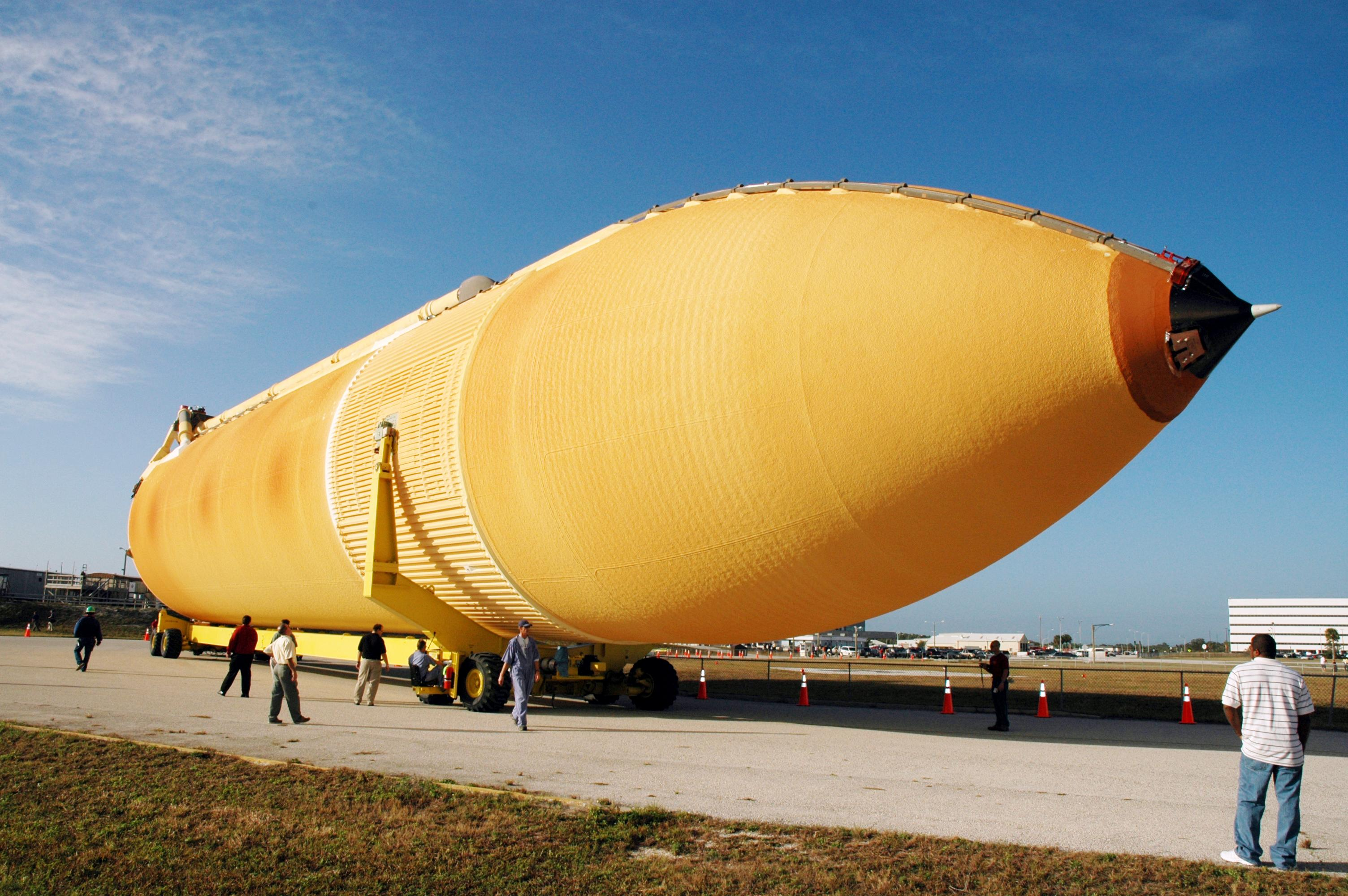
Der externe Tank (ET) auf seinem Weg zum Vehicle Assembly Building.

Der externe Tank des Space Shuttles (englisch Space Shuttle External Tank, abgekürzt ET) enthielt die kryogenen Raketentreibstoffe flüssiger Wasserstoff (Brennstoff) und den flüssigen Sauerstoff (Oxidationsmittel). Der ET wurde von Lockheed Martin in der Michoud Assembly Facility gebaut. Er war auch Bestandteil der im Rahmen des Constellations-Programmes entwickelten Ares-Raketenfamilie und bildet die Basis der Hauptstufe des zukünftigen bemannten amerikanischen Trägersystems Space Launch System.

## Einsatz während einer Mission

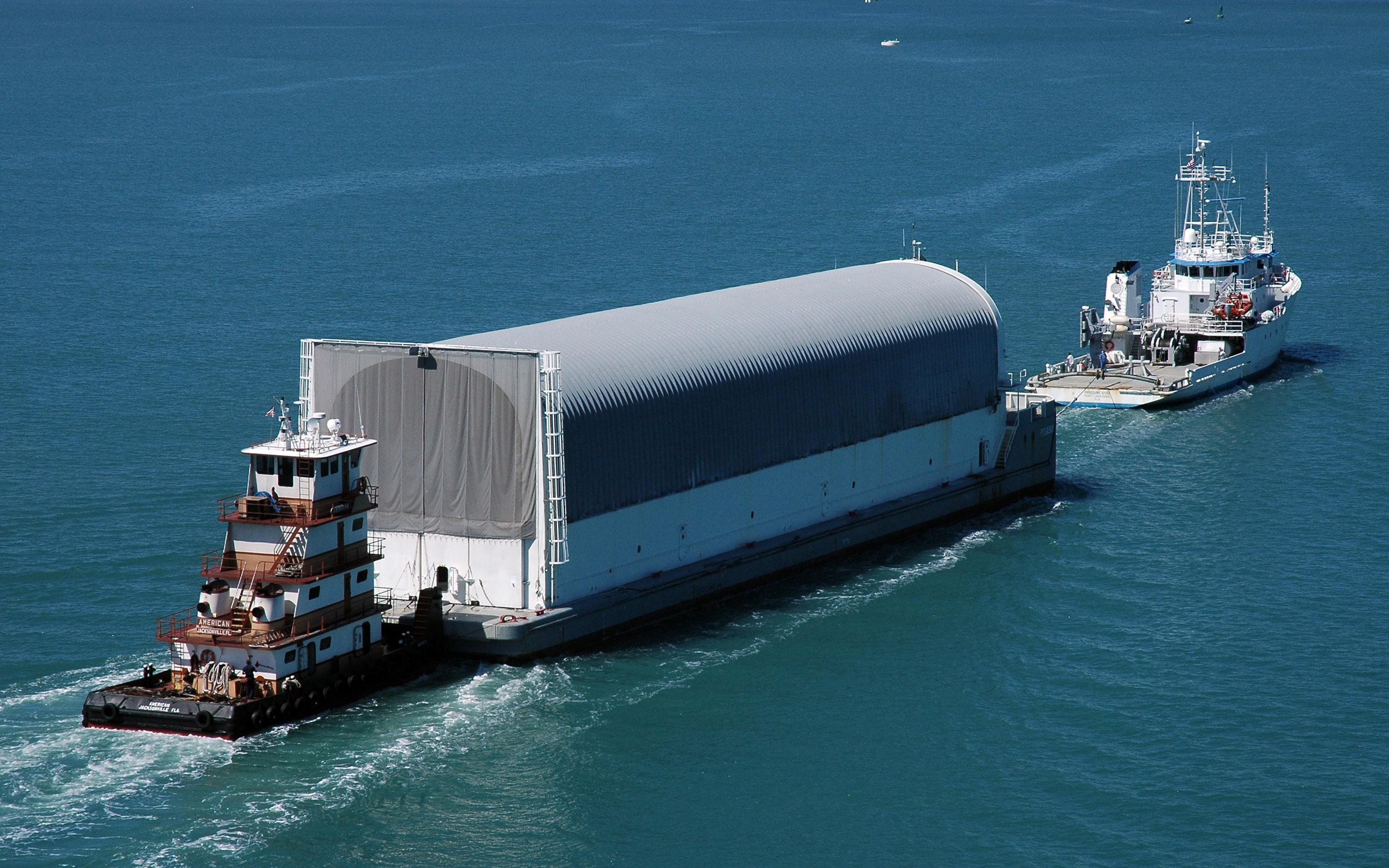
Transport des ET (Vorbereitung für den Start von STS-121)

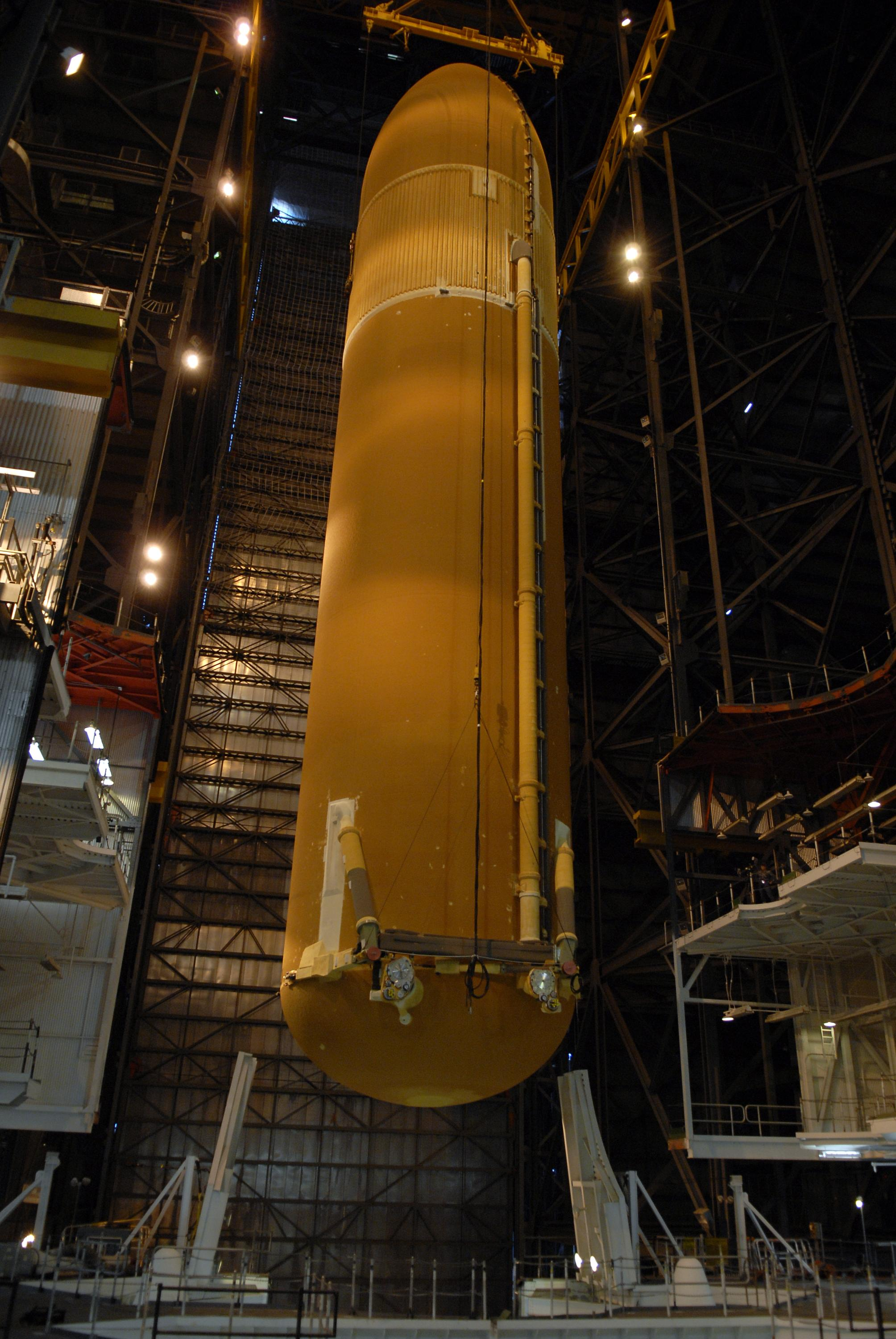
ET vor der Montage im Vehicle Assembly Building für die Mission STS-117

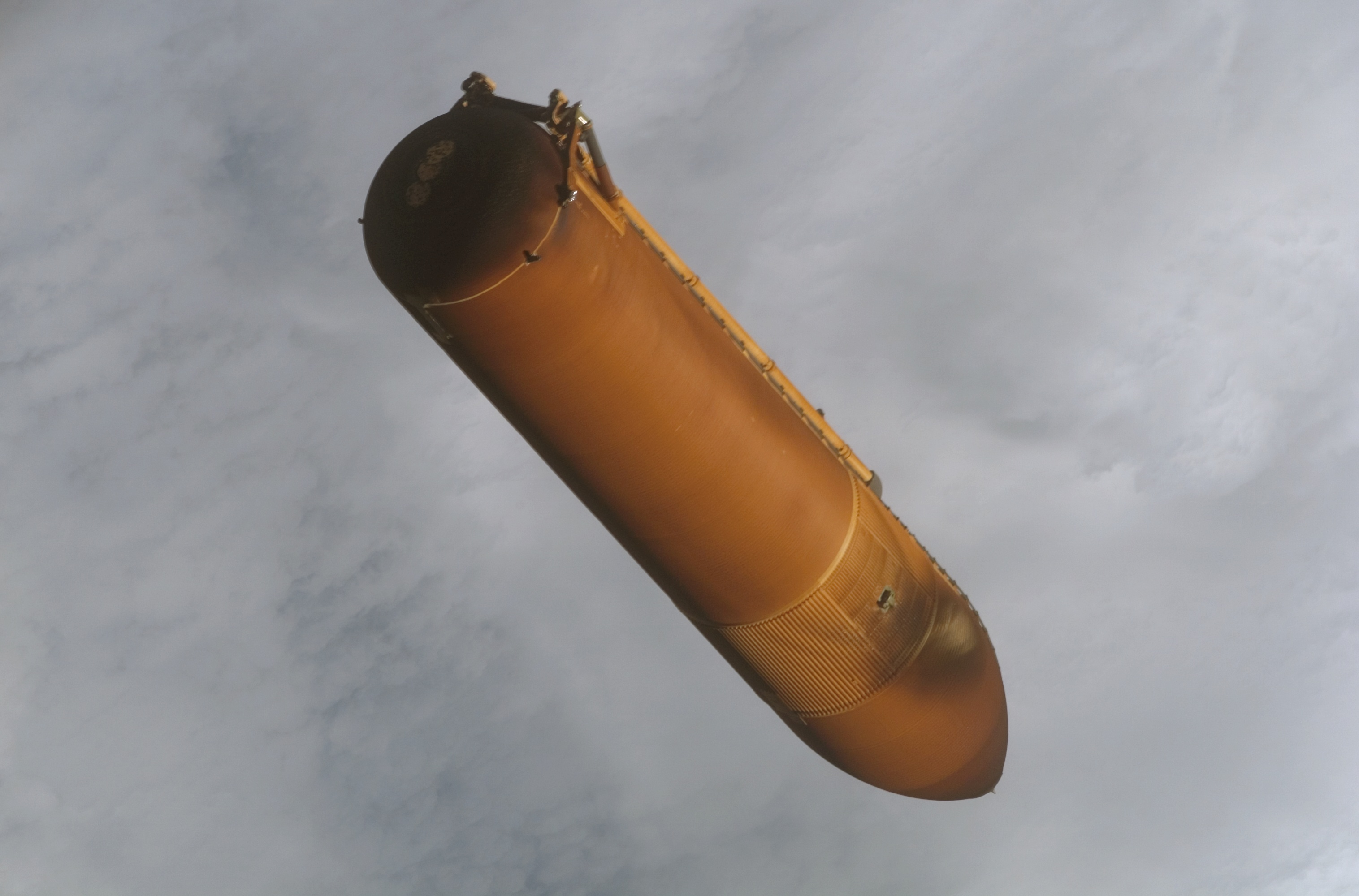
ET nach der Trennung vom Orbiter (STS-115)

Der Orbiter selbst führte nur geringe Mengen an Manövrier-Treibstoffen und Treibstoffen für die Brennstoffzellen zur Bordstromversorgung mit. Die drei am Heck des Orbiters angeordneten Haupttriebwerke SSME wurden während des Starts und des Aufstiegs vom Externen Tank versorgt. Nach Brennschluss der Haupttriebwerke wurde der Tank vom Orbiter getrennt, trat in etwa nach einer halben Erdumrundung wieder in die Erdatmosphäre ein, verglühte dabei größtenteils und der Rest fiel in ca. 18.500 km Entfernung vom Startplatz in den Ozean – üblicherweise je nach Orbitinklination in den Indischen oder den Pazifischen Ozean, fernab von bekannten Schiffsrouten. Der externe Tank ging daher als einziges Großbauteil – im Gegensatz zu den wiederverwendbaren Feststoffboostern und dem Orbiter – bei jeder Mission verloren und musste jedes Mal neu beschafft werden.
Der Tank verfehlte die Umlaufbahn nur knapp; es fehlten ca. 100 m/s Geschwindigkeit, um selbst in einem Orbit zu bleiben. Die fehlende Geschwindigkeit zum Erreichen einer stabilen Umlaufbahn holte der nun vom externen Tank getrennte Orbiter durch die Orbital-Maneuvering-System-Hilfstriebwerke mit an Bord mitgeführtem Treibstoff noch auf, dabei wurde in einer Brennphase kurz nach Trennung vom Tank das Apogäum der Bahn angehoben, beim Erreichen dieses erdfernsten Punktes wurde die Bahn durch eine zweite Brennphase zirkularisiert.

## Überblick

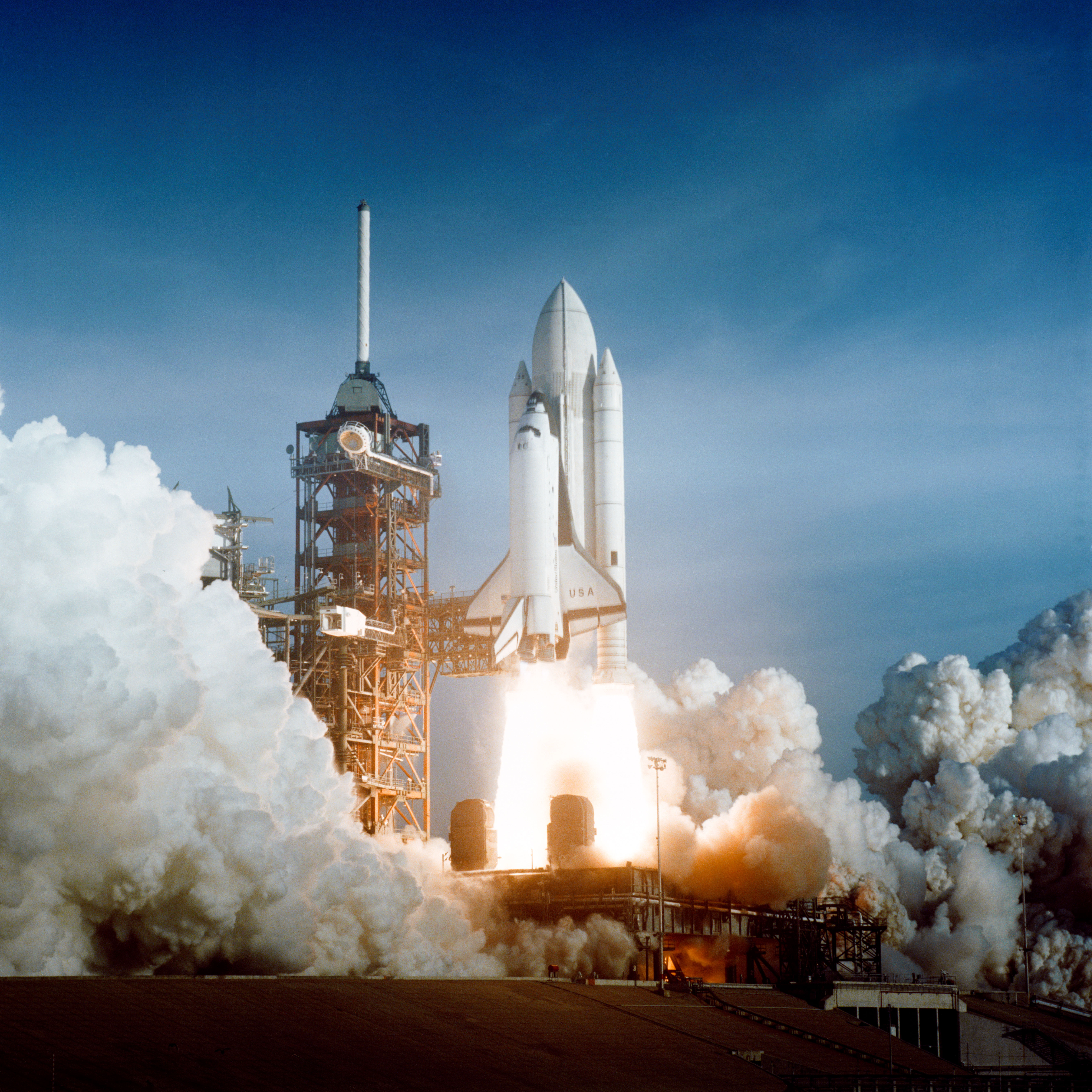
STS-1 während des Abhebens. Der externe Tank war bei den ersten beiden Starts des Space Shuttles weiß gestrichen. Seit STS-3 wird er nicht mehr lackiert.

Der Außentank war die größte und (wenn gefüllt) schwerste Einzelkomponente des Space Shuttles. Er war 46,88 m lang, hatte einen Durchmesser von 8,4 m und bestand aus drei Hauptkomponenten:
- Tank für den flüssigen Sauerstoff im oberen Bereich
- Druckloser Bereich, in dem sich die meisten elektrischen Bestandteile befanden
- Tank für den flüssigen Wasserstoff im unteren Bereich – dies ist der größte Teil, dessen Inhalt jedoch leichter war als der des Sauerstofftanks.

Der externe Tank war im vorderen Bereich mit einer Bipod genannten Doppelstrebe an einem, im hinteren Bereich an zwei Punkten lösbar mit der Unterseite des Orbiters verbunden. An den beiden hinteren Streben befanden sich außerdem die Rohrleitungskupplungen für die Treibstoffhauptleitungen zu den drei Triebwerken des Orbiters, für die Druckgasleitungen zur Aufrechterhaltung des Tankinnendrucks sowie Kabel für Steuersignale und Stromversorgung zwischen dem Tank und dem Orbiter. Elektrische Signale und Steuerkommandos zwischen dem Orbiter und den zwei Feststoffraketen, die längs am ET angeordnet waren, wurden auch durch diese Leitungen übertragen.

### Farbgebung
Die bei den beiden ersten Shuttle-Starts – STS-1 und STS-2 – verwendeten Tanks waren mit einem weißen Anstrich aus Titandioxid versehen. Die NASA hatte befürchtet, dass die Sonnenstrahlung den Tank sonst zu sehr aufheizen würde. Bei den Vorbereitungen zum Jungfernflug im April 1981 zeigte sich jedoch, dass die rostbraune Isolationsschicht ein völlig ausreichender Schutz war. Deshalb wurde seit STS-3 auf die weiße Farbe verzichtet (der STS-2-Tank war bereits gestrichen, als die Entscheidung fiel). Dadurch wurden ein Arbeitsschritt und 270 kg Masse eingespart.

### Gewichtsoptimierte Fortentwicklungen
Beginnend mit der Mission STS-6 wurde ein leichterer ET (von der NASA Lightweight Tank (LWT) genannt) eingeführt. Dieser Tank wurde für die meisten Shuttle-Flüge bis zum fehlgeschlagenen Flug von STS-107 eingesetzt. 1998 begann die NASA für Flüge zur Internationalen Raumstation (ISS) den sogenannten Super Lightweight Tank (SLWT) zu verwenden, der das Gewicht durch eine andere Bauart nochmals reduzierte. Auch wenn neue Tanks leicht abweichen konnten, hatten sie ein ungefähres Leergewicht von 30 t (SLWT: 26,5 t). Der letzte Tank aus der ersten Serie hatte ein ungefähres Leergewicht von 35 t. Durch jede Verringerung des Tankgewichts wird das Nutzlastgewicht ungefähr um die gleiche Zahl erhöht. Die Gewichtsverringerung wurde erreicht, indem Teile der Streben (strukturelle Streben, die der Länge nach am Tank angebracht sind) entfernt wurden. Außerdem wurden weniger Versteifungsringe verwendet und das Gerüst des Wasserstofftanks verändert. Einige Bereiche des Tanks wurden schmaler gewalzt, und das Gewicht der hinteren Aufhängung für die Feststoffraketen wurde durch Verwendung einer stärkeren, jedoch gleichzeitig leichteren und preisgünstigeren Titanlegierung reduziert.
Schon etwas früher wurde die Anti-Geyser-Leitung aus der Konstruktion entfernt, wodurch abermals einige hundert Kilo wegfielen. Die Anti-Geyser-Leitung passte sich der Flüssigsauerstoffleitung an und stellte einen Kreislauf für den flüssigen Sauerstoff zur Verfügung, um die Ansammlung von gasförmigem Sauerstoff während des Befüllens vor dem Start zu verringern. Nachdem Daten über die Treibstoffladung bei Tests am Boden und den ersten Shuttle Missionen ausgewertet worden waren, wurde die Anti-Geyser-Leitung bei der Mission STS-5 und folgenden Missionen nicht mehr verwendet. Die Gesamtlänge und der Durchmesser des externen Tanks hat sich jedoch nicht verändert.

## Komponenten

Diagramm des externen Tanks – Innerer Aufbau

### Flüssigsauerstofftank
Der Flüssigsauerstofftank war eine selbsttragende Aluminiumkonstruktion aus lasergeschweißten, vorgeformten, gewalzten Blechen, die durch Ringspanten und Längsstringer im Inneren verstärkt waren. Er arbeitete im Druckbereich von 240 bis 250 kPa (absoluter Druck). Der Tank war mit seinem Flansch am hinteren Ende mit der Zwischentanksektion verschraubt. Der Tank beinhaltete Schwallbleche zur Minimierung von Umherschwappen und Strudelbildung. Sie sorgten dafür, dass sich die Flüssigkeit so wenig wie möglich bewegte und stellten sicher, dass ausschließlich Sauerstoff in flüssiger Phase in die Versorgungsleitung zu den Turbopumpen der drei SSME gelangt.
Der Tank ging in die Versorgungsleitung mit 43 cm Durchmesser über, die den flüssigen Sauerstoff durch den Zwischentank und durch einen Rohrbogen in selbigem anschließend an der Außenwandung des externen Tanks entlang auf der rechten Seite zur Verbindungsstelle von externem Tank und Orbiter leitete. Der Durchmesser der Leitung erlaubte es dem Sauerstoff, mit einem Massenstrom von 1264 kg/s zu fließen, während die SSMEs mit 104 % ihres Nennschubes liefen und dabei einen maximalen Volumenstrom von 1,1099 m³/s aufwiesen. Die spitz-elliptische Formgebung des Flüssigsauerstofftanks verringerte den Luftwiderstand und die Hitzebildung durch Luftreibung beim Durchfliegen der unteren Atmosphärenschichten. Der Nasenkonus enthielt bei neun Exemplaren das Aufstiegs-Luft-Daten-System (ascent air data system) und diente als Blitzableiter.
Eine über einen Schwenkarm auf dem Servicegebäude montierte Kappe deckte die Entlüftungsöffnung an der Spitze des ETs und damit des Sauerstofftanks während der Countdownphase ab und wurde erst etwa zwei Minuten vor dem Start weggeschwenkt. Diese Kappe saugte austretenden Sauerstoffdampf ab, der zu einer Eisablagerung an der Spitze des Tanks führen und so beim Start zu einer Gefahr für das Raumfahrzeug hätte werden können.
Der Tank für den flüssigen Sauerstoff enthielt ein separates, pyrotechnisch bedientes Entlüftungsventil an seinem vorderen Ende. Bei der Trennung des Orbiters vom externen Tank kurz vor Erreichen der Umlaufbahn wurde dieses Ventil geöffnet, um durch den Rückstoß des entweichenden Restgases den Tank vom Orbiter wegzukippen und so das Separationsmanöver zu unterstützen und eine bessere Kontrolle der Wiedereintrittsaerodynamik des externen Tanks zu ermöglichen.
Das Volumen des Flüssigsauerstofftanks betrug 554 m³. Er hatte einen Durchmesser von 8,41 m, war 15 m hoch und wog unbefüllt 5,4 t.

### Zwischentanksektion

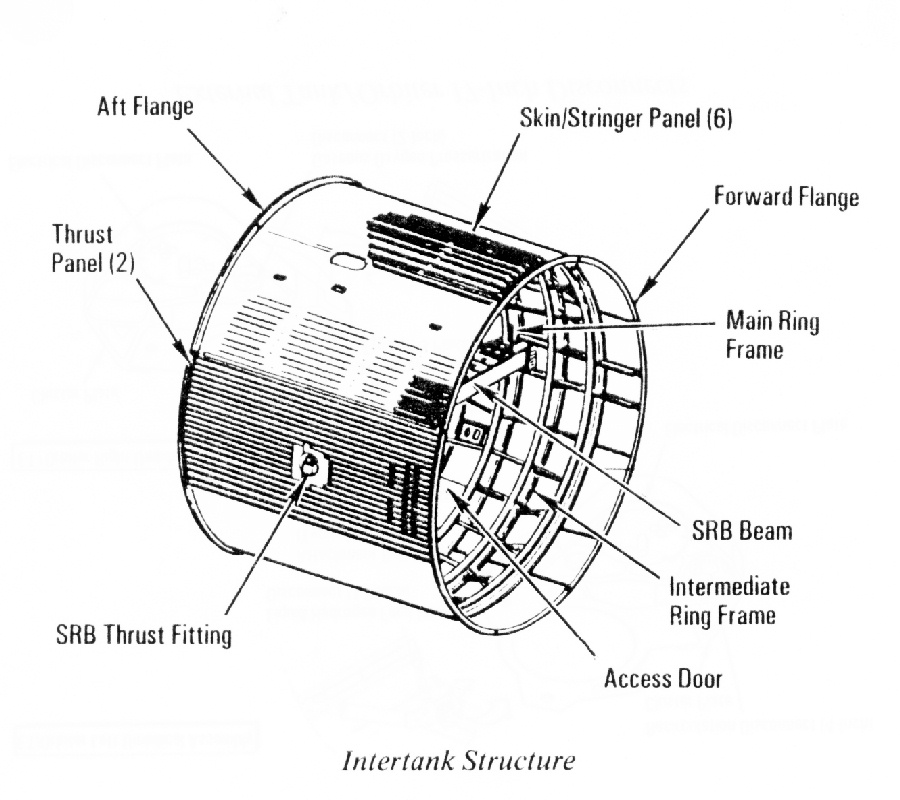
Zwischentanksektion

Die Zwischentanksektion („Intertank“) war die aus Stahl und Aluminium in Halbschalenbauweise gefertigte zylinderförmige Verbindung mit ringförmigen Anschlussflanschen an jedem Ende, welche die beiden einzelnen Tankbehälter miteinander verband. Gleichzeitig erfolgte die Schubeinleitung der Feststoffbooster SRB über deren vordere Befestigung in dieses Strukturteil. Diese Anschlussbeschläge waren an gegenüberliegenden Seiten der Außenwand der Sektion angeordnet. Die Schubkraft wurde über einen zentralen Ringspant auf die restliche Struktur verteilt, zudem waren die Anschlüsse direkt mit einer quer durch die Sektion verlaufende Stahlstrebe verbunden, um die radialen Druckkräfte der SRB aufzunehmen. Die Beplankung bestand aus stringer-verstärkten Leichtmetallpaneelen.
Der Zwischentank beinhaltete die Instrumente und Avionik des externen Tanks und eine Verbindungseinheit. An ihr wurde vor dem Start ein am Startgerüst befindlicher Arm angedockt, der den Raum mit inertem Stickstoffgas spülte und Wasserstoffgase absaugte, um Knallgasexplosionen zu verhindern. Die Zwischentanksektion war während des Fluges mit der Außen-Atmosphäre verbunden.
Die Zwischentanksektion hatte eine Länge von 6,9 m, einen Durchmesser von 8,4 m und wog 5,5 t.

### Flüssigwasserstofftank
Der Flüssigwasserstofftank war ein aus Aluminium bestehendes Bauteil aus vier lasergeschweißten, tonnenförmigen Segmenten, fünf Ringspanten im Inneren und zwei vorn und hinten angebrachten gewölbten Tankböden.
Der Arbeitsdruck lag zwischen 220 und 230 kPa. Auch der Flüssigwasserstofftank beinhaltete ein System zur Vermeidung von Strudelbildung und eine Ansaugarmatur, die den Flüssigwasserstoff durch eine 43 cm weite Versorgungsleitung zur Leitungskupplung an der linken externen Verbindungsstrebe zum Orbiter leitete. Die Massenstrom von LH2 betrug 211 kg/s während einer Leistung der SSMEs von 104 % bzw. eine maximale Durchflussrate von 2,988 m³/s. Am vorderen Ende des Tanks befand sich die vordere ET-Orbiter-Verbindungsstrebe, am hinteren Ende die beiden hinteren ET-Orbiter-Aufhängungen sowie die hinteren SRB-ET-Stabilisierungsstützen.
Der Flüssigwasserstofftank hatte einen Durchmesser von 8,4 m, eine Länge von 29,46 m, ein Volumen von 1515,5 m³ und ein Leergewicht von 13 t.

### Hitzeschutz

Ein Teil des Isolierschaumes bricht während des Starts von STS-114 vom Außentank ab

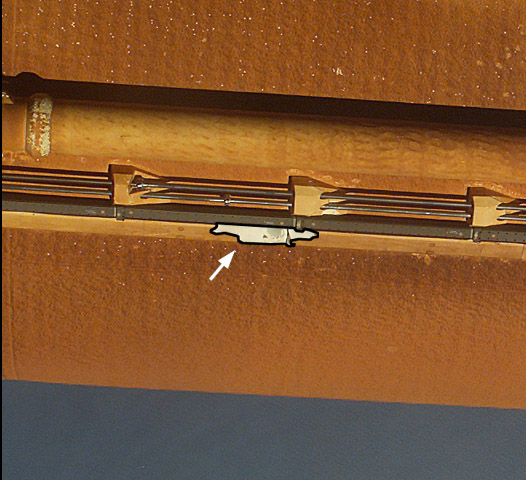
Detailaufnahme der Beschädigung (STS-114)

Der ET-Hitzeschutz bestand aus wärmeableitenden Materialien und einer aufgesprühten Schaumstoffisolation. Das System verwendete auch phenolhaltige Wärmeisolatoren, um die Kondensation der Luft an metallischen Teilen des Wasserstofftanks zu verhindern. Die Wärmeisolatoren sollten zudem die Erwärmung des flüssigen Wasserstoffs verringern. Der Hitzeschutz wiegt 2,2 t.
Der Hitzeschutz war jedoch problematisch und hat sich als eine fatale Schwachstelle der Shuttle-Missionen herausgestellt. Bis 1997 wurde die Schaumstoffisolation mit Freon hergestellt, einer Chemikalie, die für ihren schädlichen Effekt auf die Ozonschicht bekannt ist. Obwohl die NASA von einem Gesetz, das die Reduzierung der Verwendung von Freon forderte, ausgenommen und die am Tank verwendete Menge Freon nur gering war, wurde daraufhin die Zusammensetzung des Schaumstoffs geändert. Der neue Schaumstoff fiel jedoch beim Start sehr viel leichter ab und erhöhte die Anzahl der Einschläge auf die Hitzekacheln des Shuttles um das Zehnfache. Zudem bildete sich nach der Befüllung mit den kryogenen Flüssigkeiten oft Eis an der Außenseite des Tanks, welches während des Fluges eine Bedrohung für das Shuttle darstellt.
Während des Starts von STS-107 löste sich ein Stück der Schaumstoffisolation und traf die vordere Flügelkante des Space Shuttles Columbia mit sehr hoher Geschwindigkeit. Der Aufschlag zerstörte mehrere verstärkte Carbon-Hitzekacheln an der Flügelvorderseite, so dass beim Wiedereintritt in die Erdatmosphäre superheißes Plasma die Möglichkeit hatte, in das Innere des Flügels einzudringen. Dies führte zur Zerstörung der Tragflächenstruktur und folglich zum Zerbrechen der Columbia und zum Tod der Crewmitglieder. Das Problem der abfallenden Schaumstoffstücke konnte zuerst nicht vollständig behoben werden. Kameras, die am Shuttle angebracht wurden, zeichneten auf, wie ein Stück Schaumstoff vom ET des STS-114 wegflog. Dieses Teil traf die Raumfähre jedoch nicht.
In der Folge setzte die NASA alle weiteren Shuttle-Starts aus, bis das Problem verstanden und behoben war. Als eine mögliche Ursache für die Probleme mit der Isolierung wurden die sogenannten PAL-Schwellen (Protuberance Air Loads) erkannt. Diese Schwellen decken die außen am Tank verlaufenden Treibstoffleitungen zum Orbiter mit Schaum ab, um sie gegen Luftverwirbelungen zu schützen. Tests im Windkanal zeigten, dass sich auch von den IFR-Vereisungsschwellen (Ice/Frost-Ramps) Schaumstoff löst. Für den nächsten Flug (STS-121) im Juli 2006 verzichtete man auf die PAL-Schwellen; die IFRs ließ man unverändert.

### Druck- und Füllstandsmessung
Es gab acht Sensoren (Engine Cutoff Sensors, ECO), um das Zur-Neige-Gehen von Treibstoff und Oxidator kurz vor Erreichen der Endhöhe rechtzeitig festzustellen und die Space Shuttle Main Engines (SSME) daraufhin geordnet abzuschalten; die Triebwerksabschaltung (MECO – Main Engine Cut Off) musste mit Brennstoffüberschuss stattfinden; eine Abschaltung bei Brennstoffmangel und daher oxidatorreichem Gemisch hätte Verbrennungen und schwere Korrosionen der Triebwerkskomponenten verursachen können. Ebenso durften die Turbopumpen der SSME nur Medien in flüssiger Phase ansaugen, da sie ansonsten lastfrei überdreht hätten und explodieren hätten können. Es existierten je vier Sensoren für Brennstoff und Oxidator. Die Sensoren für das Ende des Wasserstoffs befanden sich am Boden des Brennstofftanks, die für den Oxidator in der vom Tank abgehenden Treibstoffleitung. Während des Betriebs der Haupttriebwerke (SSME) berechneten die Computer des Orbiters kontinuierlich die aktuelle Masse des Fahrzeugs infolge des Treibstoffverbrauchs. Normalerweise wurden die Triebwerke bei einer vorgegebenen Soll-Geschwindigkeit abgeschaltet. Falls jedoch zwei der Brennstoff- oder Oxidatorsensoren Trockenheit festgestellt hätten, wären die Triebwerke vorher zwangsabgeschaltet worden.
Die Füllstandssensoren für den flüssigen Sauerstoff waren so angeordnet, dass eine maximale Betriebsdauer des Hauptantriebes mit möglichst geringen, nicht ausfliegbaren Restmengen in den Tanks ermöglicht wurde, ohne dass die Sauerstoffpumpen trocken gelaufen wären. Darüber hinaus wurde der Flüssigwasserstofftank über das für die Verbrennung nötige Mischungsverhältnis von 6:1 (Oxidator zu Brennstoff) hinaus mit einer Reserve von 320 kg betankt.
Jeweils vier Drucksensoren am oberen Ende des Flüssigsauerstoff- und Flüssigwasserstofftanks überwachten den Gasdruck im jeweiligen Tank.

### Technik des externen Tanks
Die externe Hardware, ET-Orbiter-Verbindungselemente, Versorgungsanschlüsse, elektrische und Sicherheitssysteme wiegen zusammen 4,1 t (9100 Pfund). Jeder Treibstofftank hat am vorderen Ende ein Belüftungs- und Überdruckventil. Dieses Doppelfunktionsventil kann vom Boden aus als Belüftung in der Vorstartphase und während des Fluges geöffnet werden, wenn der Überdruck im Tank für den flüssigen Wasserstoff 360 kPa oder im Tank für flüssigen Sauerstoff 270 kPa erreicht.
Jede der zwei rückwärtigen Anschlussstellen des ET ist mit je einer korrespondierenden Einheit am Orbiter verbunden, die auch der Ausrichtung zwischen beiden Einheiten dienen. Eine physikalisch starke Verbindung wird über Bolzen sichergestellt. Wird vom GPC die Abtrennung des externen Tanks eingeleitet, so werden die Bolzen mittels pyrotechnischer Einheiten gesprengt.
Der ET hat fünf Treibstoffventile, die den Anschluss an das Treibstoffsystem des Orbiters ermöglichen, zwei für den Flüssigsauerstofftank, drei für den Tank des flüssigen Wasserstoffs. Von den Sauerstoffventilen ist eines für flüssigen und eines für gasförmigen Sauerstoff eingebaut. Die Versorgungsleitung des Wasserstofftanks hat zwei Ventile für flüssigen und eines für gasförmigen Wasserstoff. Eine weitere Treibstoffleitung für Wasserstoff dient nur der Rückführung flüssigen Wasserstoffs während der Entspannungsphase kurz vor dem Start.
Zwei elektronische Verbindungen versorgen den ET vom Orbiter mit Strom und leiten Daten aus dem ET und den zwei SRBs zum Orbiter.

## Verwendung nach dem Space Shuttle

### Constellation-Programm
Wie auch die Feststoffraketen sollte der ET im Rahmen des nach dem Columbia-Unglück 2003 von Präsident Bush ausgerufenen Constellation-Programms in der nächsten Generation der Raumtransporter, der Ares V (früher Cargo Launch Vehicle (CaLV)) für Fracht und der Ares I (früher Crew Launch Vehicle (CLV)) für das bemannte Raumschiff Orion (früher Crew Exploration Vehicle (CEV)), eingesetzt werden.
Bei der Ares V sollten im Gegensatz zum Space Shuttle ursprünglich fünf SSME-Triebwerke direkt am ET angebracht werden, die Anzahl und das Modell der Triebwerke variierten jedoch während der laufenden Planung, wobei sich der Sauerstoff-Tank wie bei der Saturn-V-Rakete am unteren Ende befinden sollte. Die aus fünf Segmenten zusammengesetzten Feststoffraketen sollten wie bisher seitlich angebracht sein. Über dem Tank hätten die Oberstufe (Earth Departure Stage) für das Verlassen der Erdumlaufbahn sowie die Nutzlast (für Mondflüge sollte das die Mondlandefähre Altair sein) angebracht werden sollen.
Auch die zweite Stufe der Ares I, die mit Flüssigtreibstoff betrieben werden sollte, sollte aus einem verkleinerten Shuttle-Tank bestehen, auf den das Raumschiff Orion montiert gewesen wäre. Die Stufe selbst sollte auf einem angepassten Feststoffbooster aus dem Space-Shuttle-Programm montiert werden. Diese zweite Stufe sollte ursprünglich ein einzelnes SSME erhalten, aber mögliche Probleme mit einem erst während des Fluges zu startendem SSME bewogen die NASA dazu, die Größe Orions zu verringern und auf eine angepasste Version des J-2-Triebwerks umzustellen. Das Programm wurde jedoch unter anderem aufgrund des negativen Berichts der Augustine-Kommission nach nur einem suborbitalen Testflug der Ares I 2009, wobei keine Komponenten des ET beteiligt waren, durch den George W. Bush nachfolgenden Präsidenten Barack Obama im Frühjahr 2010 eingestellt.

### Space Launch System
Der Kongress der Vereinigten Staaten beschloss 2010 jedoch Teile der Konzepte des Constellation-Programms in zukünftige bemannte Missionen über den niedrigen Erdorbit hinaus einfließen zu lassen, so soll die Hauptstufe des neuen bemannten Trägersystems Space Launch System (abgekürzt SLS) vom ET abgeleitet werden und denselben Durchmesser besitzen, wie auch beim Space Shuttle vorerst zwei Feststoffbooster seitlich montiert besitzen und über einer je nach Nutzlast und Missionsprofil dimensionierten Oberstufe das aus Constellation übernommene Raumschiff Orion-MPCV tragen. Zwischen Oberstufe und Orion bzw. anstatt Orion befindet sich Platz für entsprechende Nutzlast, z. B. wie für das LEM bei den Mondlandungen des Apollo-Programmes. Die Hauptstufe wird je nach Missionsprofil mit drei, vier oder fünf RS-25D/E (abgeleitet vom SSME) Triebwerken ausgerüstet. Das SLS lehnt sich im Grunddesign an die Konzepte der Ares IV und Ares V aus dem Constellation-Programm an.